# 하이퐁항
하이퐁 항구(Cảng Hải Phòng /港海防)는 베트남 북부 하이퐁의 주요 하천 항구이다. 1874년 프랑스 식민지 시대에 만들어졌으며, 2014년 7월 20일에 주식회사로 전환하였다. 호앙디에우 항(Hoang Dieu Port, 주요 항만 지역)과 추아베 부두(Chua Ve Terminal), 탄부 부두(Tan Vu Terminal) 3개의 주요 업무 구역이 있다.

## 개요
1874년, 하노이에서 약 100km 떨어진 곳에 위치에 개항하여 하노이와 하이퐁을 잇는 롱비엔 다리를 포함 도로 교통망이 정비되었다. 제2차 세계 대전 후 인도차이나 전쟁에서 밀수 선박을 단속하는 것을 비롯하여 총격 사건의 무대가 되었고, 마스터돔 작전에서는 프랑스군의 공격을 받아 점령을 당했으며, 베트남 전쟁 때에는 1만 발 이상의 기뢰를 항공으로 부설하여 봉쇄되는 등 여러 전쟁을 통해 인프라를 공격당한 바 있다. 또한 기뢰는 미국 해군 소속의 더뷰크 함에 의해 1973년에 소해되었다.
현재는 컨테이너와 재래 선박이 입항하고 있으며, 남부의 사이공항에 이어 베트남 두 번째 규모의 물동량을 처리한다. 〈하이퐁 항구 주식회사〉(Hai Phong Port Joint Stock Company)에 의해 관리, 운영되고 있다. 홍강(홍하) 하구를 거슬러 홍하와 본 지류를 따라, 일반 잡화, 석유, LPG, 컨테이너 화물 등의 터미널이 다수 설치되어 있다. 많은 하천을 20-40km 정도 거슬러 올라간 위치에 있어서 연결 수로의 수심 등의 제약을 받지만, 일본의 정부개발원조에 의한 부두 개발 등의 투자로 10,000-30,000DWT 정도의 선박이 입항할 수 있으며, 베트남 북부에서 최대의 무역 거점 항구 도시가 되고 있다.
딩부 공업 단지가 인접해 있고, 조선 산업이 밀집되어 있는 지역이며, 국영 베트남 조선공사(비나신) 산하 벤끼엔 조선소(Bến Kiền)와 박당 조선소(Bạch Đằng) 등 베트남의 주요 조선소가 들어서 있다.
흘수가 얕은 지형 조건에서 접근 수로의 제약이 적은 지역에 터미널의 정비가 진행되고 있다. 같은 하이퐁 동부에 수심 14m 규모의 깊은 국제 컨테이너 부두인 락후옌 부두를 건설 중이며, 2018년에 완성하여 가동을 목표로 하고 있다.

## 같이 보기
- 사이공항
- 캇비 국제공항